# Georges Artemoff
Georges Calistratovitch Artemoff, né le 17 février 1892 à Ourioupinsk en Russie et mort à Revel le 9 juillet 1965, est un peintre et sculpteur français d'origine russe.

## Biographie
Georges Artemoff étudie à Rostov puis à Moscou (1906-1912) et obtient en 1913 une bourse d’étude pour se rendre à Paris. Il y est accueilli par Ossip Zadkine et fréquente alors Picasso, Soutine, Juan Gris et Modigliani. 
Blessé grièvement pendant la Première Guerre mondiale, il rentre en Russie en 1917 et, après l'échec de la contre-Révolution retourne à Paris (1922). Il va y produire jusqu’en 1939 toute une série de décors (films, décor du Caveau Caucasien), de peintures inspirées par des séjours en Corse et des sculptures sur panneau ou en ronde-bosse très marquées par le style Art Déco.
En 1928, La Chasse au sanglier obtient la médaille d’or au Salon des artistes décorateurs. 
En 1938, il perd son épouse et doit se cacher lors de la Seconde Guerre mondiale. Il se réfugie alors dans le Tarn, à Sorèze puis Revel où il finira sa vie.

## Pour approfondir